# Artur Fiederer
Artur Fiederer (* 17. Februar 1881 in Stuttgart; † 5. April 1946 in Blaubeuren) war ein deutscher Verwaltungsjurist und Oberamtmann.

## Werdegang
Fieder studierte Rechtswissenschaften an der Universität Tübingen. Dort gehörte er der katholischen Verbindung Alamannia an. Er legte 1904 die erste und 1906 die zweite Staatsprüfung für den höheren Justizdienst ab. Er war ab 1921 Amtsvorsteher im Oberamt Neresheim, ab 1928 im Oberamt Laupheim, ab 1933 im Oberamt Blaubeuren und ab 1938 Landrat des Landkreises Öhringen. Nach Ende des Zweiten Weltkriegs wurde er 1945 auf Anordnung der US-amerikanischen Militärregierung abgesetzt.